# Pałac Augusta Haertiga w Łodzi
Pałac Augusta Haertiga – pałac znajdujący się w Łodzi przy ulicy Piotrkowskiej 236 w Łodzi.

## Historia
Pałac został zbudowany dla łódzkiego fabrykanta Augusta Haertiga w latach 1895–1896 według projektu Franciszka Chełmińskiego. Przed wybudowaniem pałacu właściciel mieszkał w przylegającym doń domu tkacza pod numerem 234. Pałac pełnił funkcję mieszkalną i handlowo-przemysłową – na parterze było biuro firmy Haertiga, a na piętrze apartamenty.
Budynek składa się z części frontowej na planie kwadratu i oficyny. Fronton jest eklektyczny z elementami baroku, rokoka i empire’u. Pod wieńczącym budowlę gzymsem, wysuniętym przed lico, znajduje się kimation joński. Po bokach są dwa ryzality. W jednoosiowym ryzalicie, na wysokości pierwszego piętra, nad bramą przejazdową, jest wykusz wspierany postaciami kariatyd. Okna są obramowane lizenami. Nad oknami obu pięter są ornamentowane tympanony. Boczne osie budynku wieńczą szczyty z motywami dekoracyjnymi. Po śmierci Haertiga wdowa sprzedała pałac. W latach 30. XX w. jego właścicielem był wicedyrektor w fabryce Izraela Poznańskiego, Juliusz Flejszer
Od 1934 do 1991 roku mieściła się w pałacu siedziba łódzkiego PCK, a następnie budynek należał do osoby prywatnej. Na początku XXI wieku pałac wraz z przyległym placem zostały zakupione przez Towarzystwo Ubezpieczeń i Reasekuracji „Warta”. Pałac odrestaurowano, a obok wzniesiono nowoczesny gmach. Prace konserwatorskie trwały półtora roku. Odnowiono wszystko, od sufitów po podłogi: boazerie, cenne polichromie, kute kraty, kaflowe piece. W 2005 po zakończeniu remontu, pałac otrzymał nagrodę w konkursie Zabytek zadbany organizowanym przez Krajowy Ośrodek Badań i Dokumentacji Zabytków. Nagrodę odebrał nowy właściciel. Także Fundacja Ulicy Piotrkowskiej doceniła wysiłek konserwatorów, nadając w konkursie Najlepsze Wnętrze Roku 2005 nagrodę w kategorii Rekonstrukcji historycznej.